# Index seminum

Un index seminum est un catalogue, publié annuellement (ou bisannuellement) par des jardins botaniques ou des arboretums, de graines de plantes sauvages ou cultivées offertes gratuitement ou en échange à d'autres institutions similaires.
Cette tradition de collecte et d'échange de graines qui remonte au XVIIIe siècle est remise en question dans le contexte de la conservation de la biodiversité et de la lutte contre les espèces invasives au XXIe siècle.
Sur le plan de la nomenclature, les anciens Index seminum sont précieux car ils contiennent parfois la description de nouvelles espèces comme Telanthera bettzickiana, décrite en 1862 par Eduard August von Regel dans l’Index Seminum du Jardin botanique de Saint-Pétersbourg.